# Amaranthus albus
Amaranthus albus es una especie pionera de la familia Amaranthaceae originaria de América del Norte, pero que se ha expandido en varias partes del mundo.

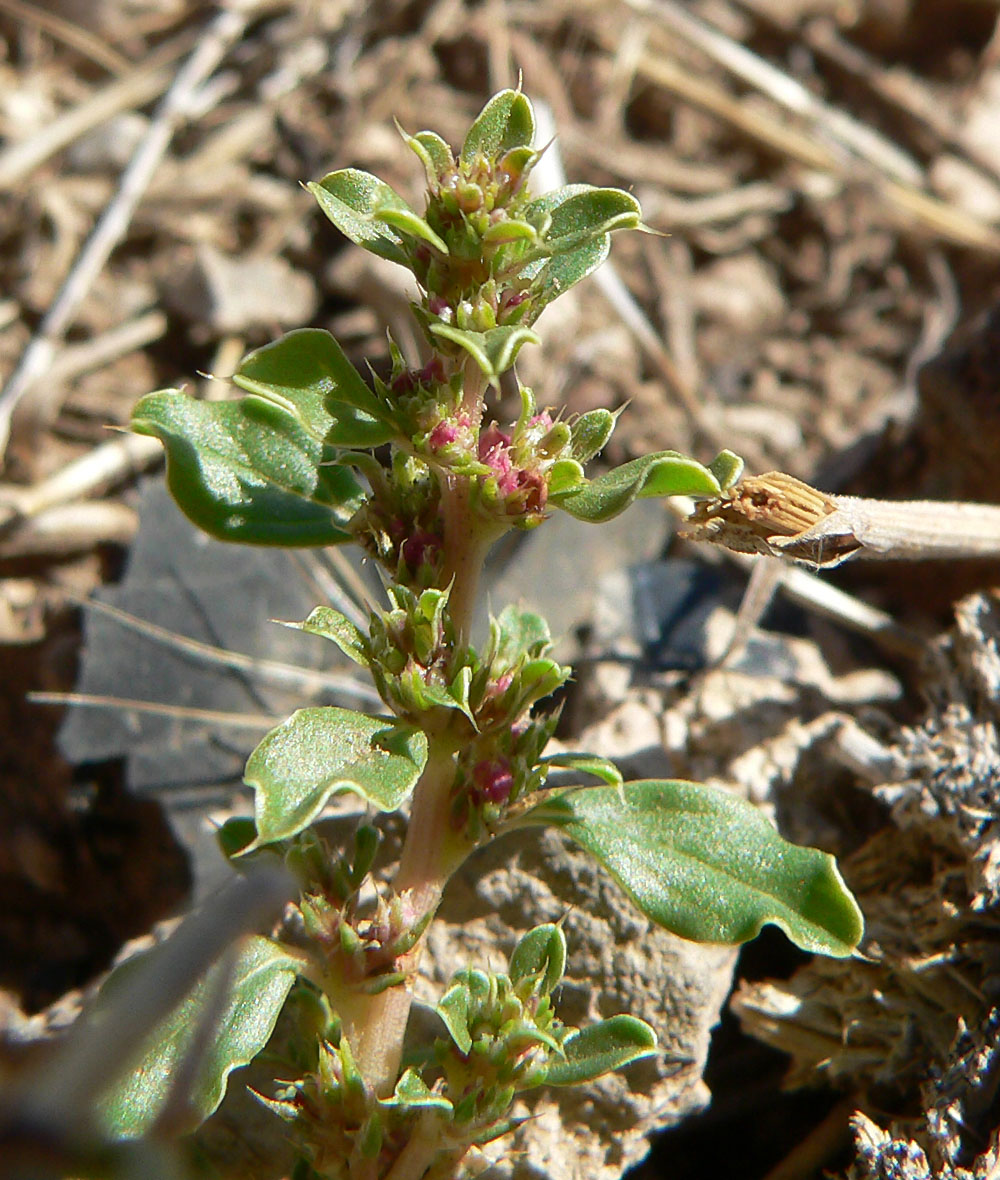
Inflorescencias

## Descripción
Es una planta herbácea, anual, con tallos erectos o rastreros, que pueden alcanzar entre 10 a 70 cm de altura. Las hojas son alternadas, redondeadas, ovaladas a espatuladas, pecioladas,  de 5 a 50 mm de longitud. Las inflorescencias son axilares (o sea, nacen en las axilas de las hojas) y cimosas, rodeadas de brácteas de 2 a 3,5 mm de color verde. Es una especie monoica, las flores masculinas presentan tres sépalos y 3 estambres. Las femeninas, también trímeras, con los tépalos desiguales y agudos.  El fruto es un pixidio, un fruto seco similar a una cápsula. Las semillas tienen aproximadamente 1 mm de ancho y son de color rojo-marrón a negro. El número cromosómico somático es 2n=32.
Cuando los frutos maduran, el tallo se quiebra cerca de su base y la planta entera es transportada por acción del viento, distribuyendo de ese modo las pequeñas semillas hasta sitios muy alejados.

## Distribución geográfica
Es originaria de las regiones tropicales de América Norte, pero se ha distribuido a lo largo de todo el mundo, incluyendo África, América del Sur, Australia y Europa, donde se ha transformado en maleza en lugares ruderales, caminos y campos cultivados, en alturas de más de 2200 m s. n. m.

## Nombres comunes
Bledo, bledo blanco, capollos, jaramago, picapollos, tamargo, taramago, zaramago.

## Usos
Las hojas son comestibles cocidas y con las semillas se hace harina.

## Taxonomía
Amaranthus albus fue descrito por Rodschied ex F.Dietr.  y publicado en Vollständiges Lexicon der Gärtnerei und Botanik ed. 2, 1: 196. 1824.

### Etimología
El epíteto específico viene del latín albus significa "blanco".

### Sinonimia[7]
- Amaranthus albus var. albus
- Amaranthus albus var. monosepalus
- Amaranthus albus var. parviflorus
- Amaranthus albus var. puberulus
- Amaranthus albus var. rubicundus
- Amaranthus gracilentus
- Amaranthus graecizans var. pubescens
- Amaranthus littoralis
- Amaranthus pubescens
- Euxolus albidus
- Galliaria albida
- Glomeraria alba